# Boutteville (Adelsgeschlecht)

Stammwappen derer von Boutteville

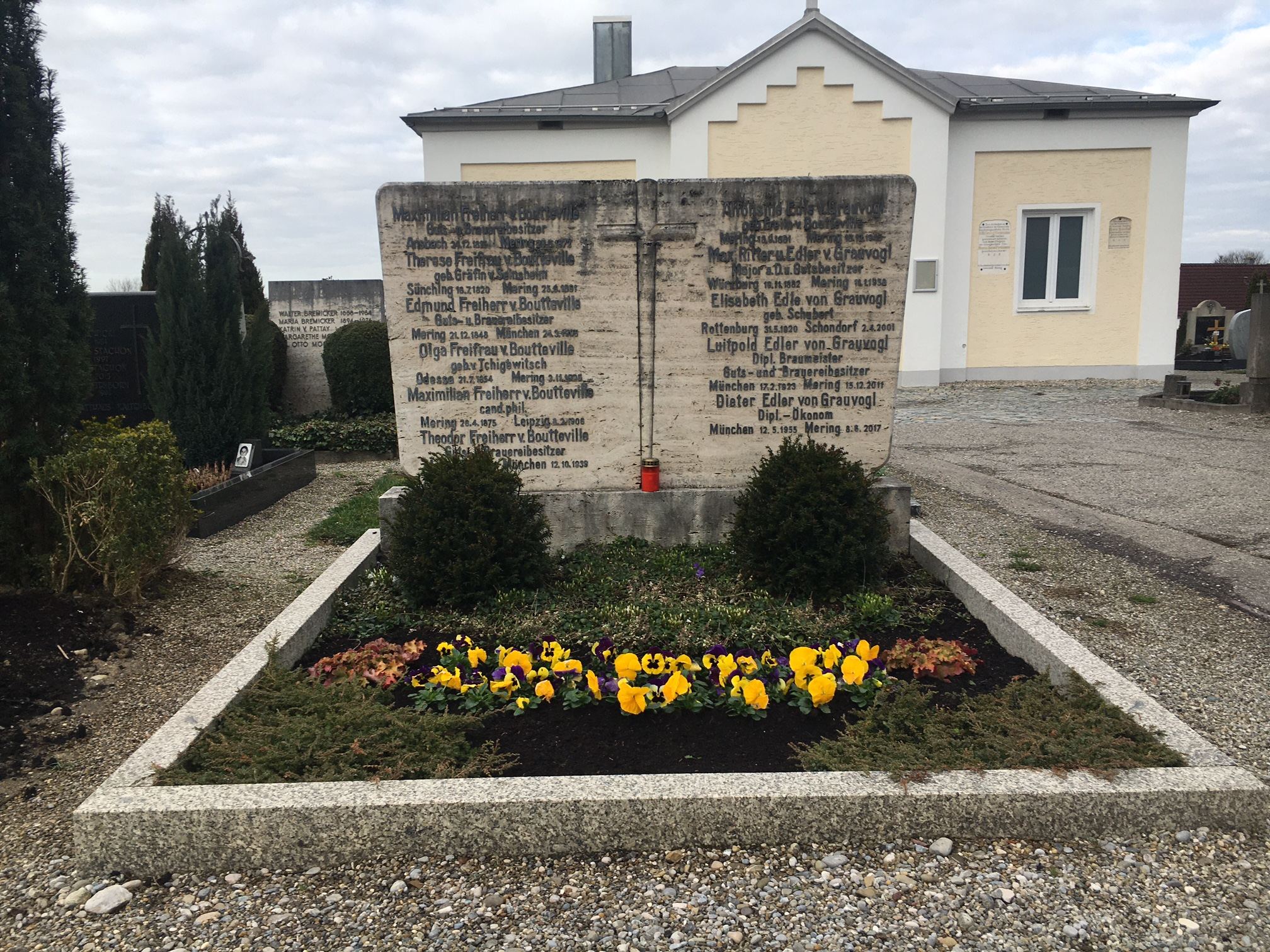
Grabstätte von Boutteville/Grauvogl Alter Friedhof Mering

Boutteville ist ein aus Lothringen stammendes, in der bayerischen Freiherrenklasse immatrikuliertes Adelsgeschlecht, das im Mannesstamme erloschen ist.

## Geschichte
Das einst in Lothringen ansässige und begüterte Adelsgeschlecht kam um 1790 infolge der ersten Französischen Revolution nach Bayern.  Am 6. November 1842 wurde Edmund von Boutteville von König Ludwig I. von Bayern in den Freiherrnstand erhoben. Genannter erwarb ein Jahr später Schloss Mering, an dessen Osttor sich das Wappen der freiherrlichen Familie befindet. 1939 starb Theodor Freiherr von Boutteville kinderlos. Daraufhin ging sein Besitz an seine Schwester Maria Alfonsine und deren Ehemann Max Edler von Grauvogl über.

## Wappen

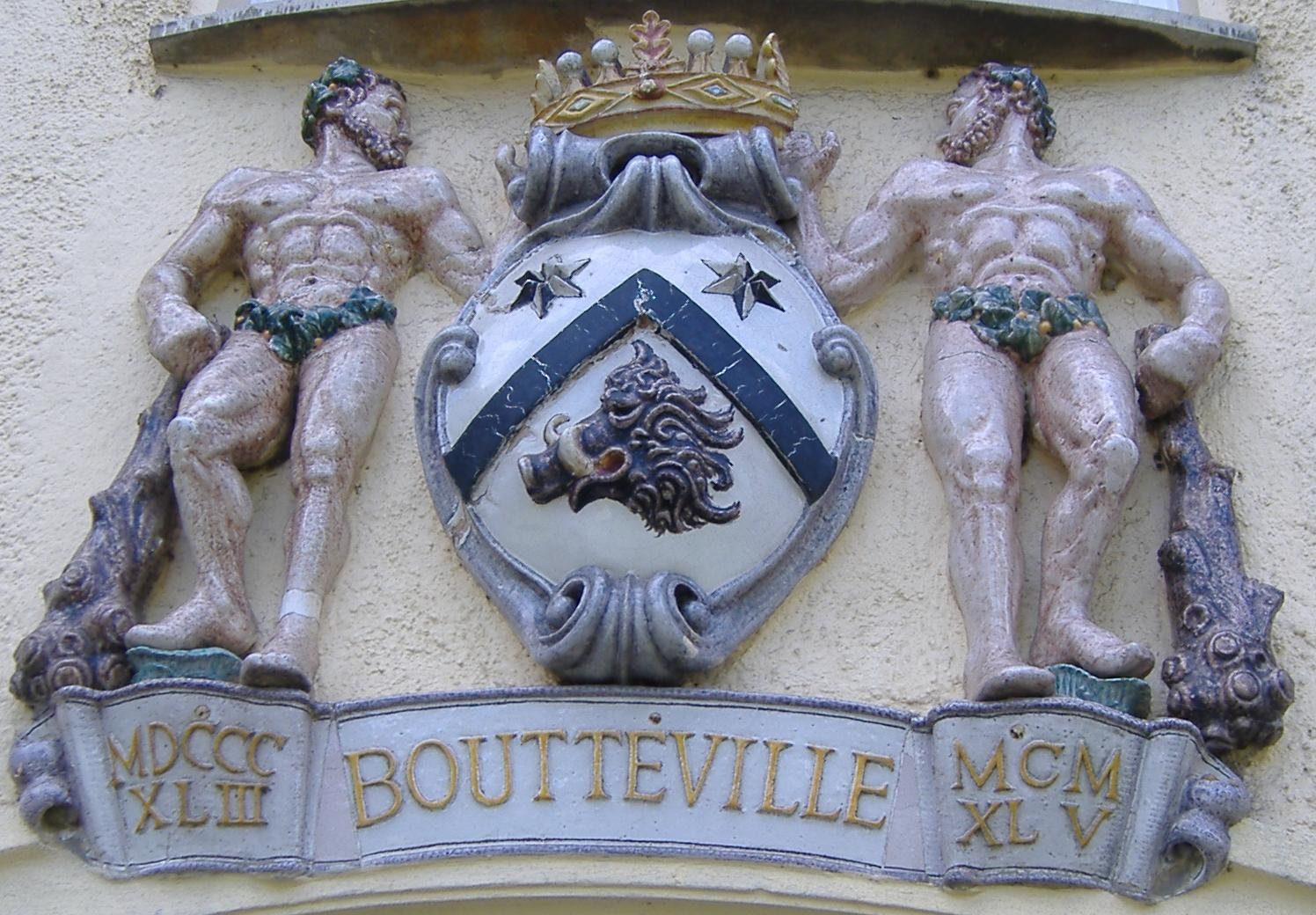
Wappenrelief An Schloss Mering

In Silber ein schwarzer Sparren. Dieser ist oben belegt von zwei schwarzen Sternen sowie unten von einem schwarzen Eberkopf. Auf dem Schild, das von zwei muskulösen Männern mit Keulen gehalten wird, thront in Gold die Freiherrenkrone.